# Rover P2
La Rover P2 est une gamme d'automobile britannique de classe polyvalente, familiale et routière produite de 1936 à 1948 par le constructeur Rover, mais stoppé durant la Seconde Guerre mondiale de 1940 à 1945. Elle existait en quatre carrosseries et de nombreuses motorisations.

## Historique
La Rover P2 a été lancée pour succéder à la P1. Cette nouvelle gamme présente quelques nouveautés niveaux mécaniques mais reste cependant très semblable à sa prédécesseure ; seul l'arrière recevra un vrai restylage. Elle a été présentée à la mi-août 1936 avec la Rover 16 : une voiture familiale de taille moyenne et ayant un moteur 6 cylindres en ligne de seize chevaux fiscaux (d'où sa dénomination ainsi que les modèles suivants). Cette voiture a été proposée en trois carrosseries : deux berlines quatre portes à quatre ou six vitres et un cabriolet deux portes avec quatre places. Elle a été commercialisée à partir de la fin de l'année 1936.
En 1937 sort la Rover 12, également en deux berlines et un cabriolet mais avec un moteur 4 cylindres en ligne de douze chevaux fiscaux. La 12 (P1), sa prédécesseur, était également proposée en versions coupée et break mais n'ont pas été renouvelées pour la P2.
En 1938 vient la Rover 14, uniquement avec les deux types de berlines avec un moteur 6 cylindres en ligne, puis en début 1939 sort les Rover 10 et 20. La 10 est proposée en version berline quatre portes à six vitres mais également en version coupé deux portes, qui sera le seul coupé de toute la gamme P2. La Rover 20, quant-à-elle, est sortie en berline quatre portes à six vitres et en cabriolet en seulement trois exemplaires.
Tous ces modèles ont été fabriqués dans l'usine de Coventry et les versions cabriolet par le carrossier anglais Tickford.
Le 1er septembre 1939, la Seconde Guerre mondiale commence en Pologne avec la blitzkrieg d'Hitler. Mi-octobre, moins de six semaines plus tard, voyant que cette guerre n'en est qu'à sont début, les constructeurs britanniques se tournent pleinement vers la production militaire et stoppent donc la fabrication de leurs automobiles. Les modèles fabriquées non vendu reste cependant en vente jusqu'en 1940[réf. nécessaire]. Rover a construit des moteurs d'avion et a soutenu le développement précoce du moteur à réaction conçu par Sir Frank Whittle pendant la guerre.
Après la déclaration de paix en 1945, Rover reprend la production de voitures particulières, cependant la Rover 20 et la version cabriolet de la 16 ne sont pas réintroduits.
La production et commercialisation a continué jusqu'en 1947. Les Rover 10 et 12 ne seront pas remplacées mais les 14 et 16 le seront par la courte carrière des Rover 60 et 75 (P3).

## Les différentes versions

### Rover 10(1939 - 1947)
Cette version est le dernier modèle ayant la dénomination 10 chez Rover et a été lancée en 1939. Le modèle précédent était la Rover 10 (P1) lancée en 1933. La 10 (P2) est sortie en version berline à six vitres et quatre porte (surnommé 6-light saloon) ainsi qu'en version coupé deux portes (surnommé sports coupé). Cette dernière serait sortit à seulement quatorze exemplaires[réf. nécessaire].
Le châssis de cette P2 a été légèrement modifié avec 12 mm de plus pour l'empattement et le moteur a reçu une nouvelle culasse augmentant la puissance de 44 à 48 ch. Pour la boîte de vitesses, a été monté sur les deux derniers rapports (3 et 4) des bagues de synchronisation. Ce dispositif adapte automatiquement la vitesse de l'arbre d'entrée à celle du rapport sélectionné, évitant ainsi au conducteur d'avoir recours à des techniques telles que le double débrayage. La carrosserie a été restylée dans le style Rover de l'époque. Le prix était de 275 £ pour la berline, mais peu ont été fabriqués avant le déclenchement de la guerre et l'arrêt de la production en 1940.
L'usine de Coventry a été endommagée par les bombardements de novembre 1940 et lorsque la production a repris, elle provenait de la nouvelle usine de Solihull. Les voitures ont peu changé, mais une version à conduite à gauche pour aider à l'exportation est arrivée en 1947 avec un chauffage en option. Les dernières voitures ont été fabriquées en 1947 et il n'y a pas eu de véritables remplacements. 2 640 voitures ont été fabriqués après la guerre.

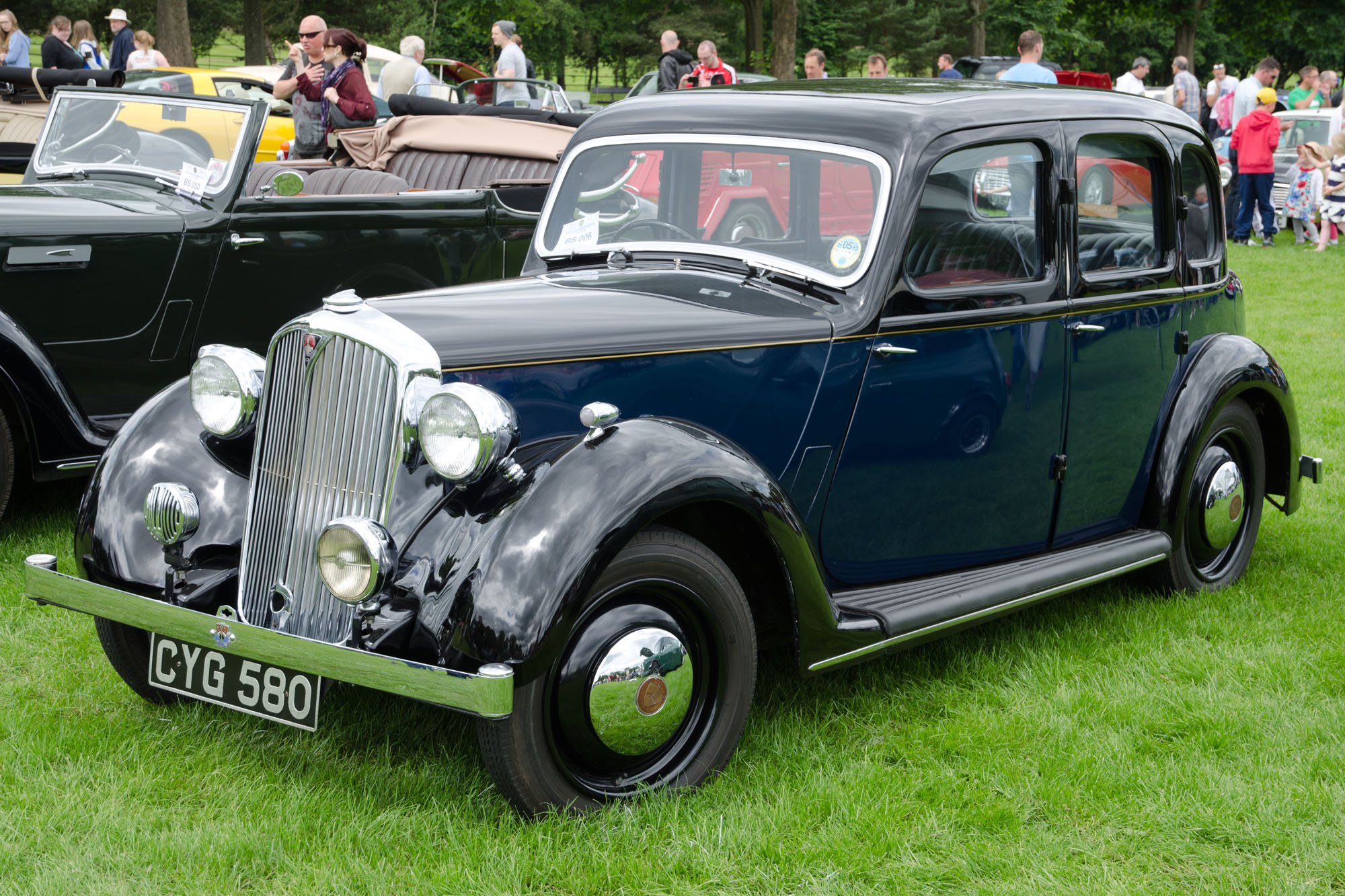
Rover 10 P2 6-light saloon
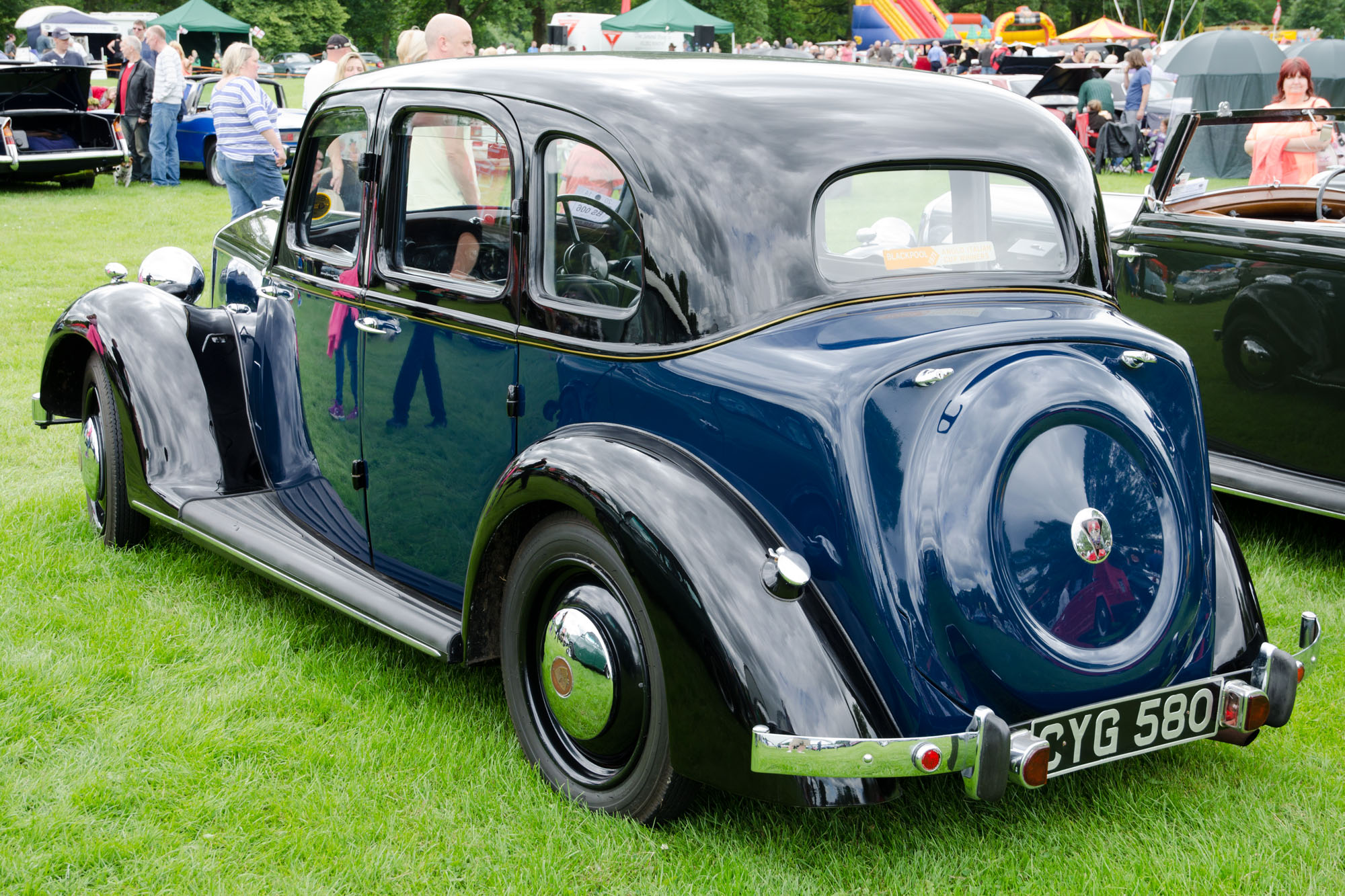
Rover 10 P2 6-light saloon

### Rover 12(1937 - 1948)

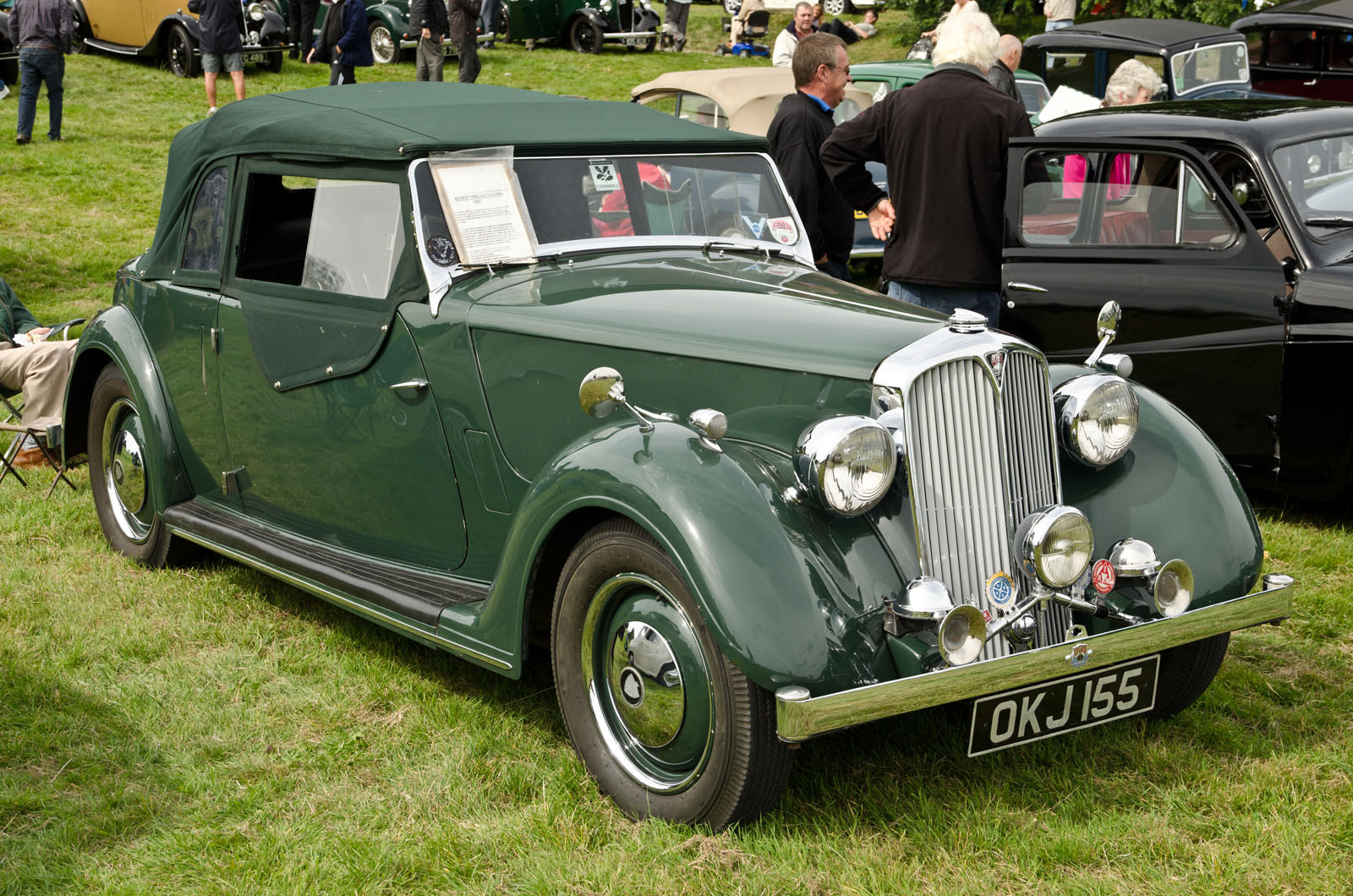
Une 12 sports tourer.

Tout comme la Rover 10 (P2), cette Rover 12 (P2) est le dernier modèle ayant la dénomination 12 chez Rover. Elle est apparue en 1937 avec principalement des changements visuels mais également le châssis qui a été renforcé. Les dimensions reste donc identiques au modèle précédent qui était la Rover 12 (P1) lancée en 1934. Les carrosseries étaient une berline à six vitres et quatre portes (surnommé 6-light saloon), une berline « semi-sportive » à quatre fenêtres (surnommé sports saloon) et un cabriolet deux portes avec quatre places (surnommé sports tourer), toutes quasi identiques à la 12 (P1). Cette dernière était sortit également en versions coupé et break mais n'ont pas été renouvelées.
Les modèles de 1938 avaient des côtés de capot fixes et pour 1939, une synchronisation a été ajoutée aux deux rapports supérieurs de la boîte de vitesses (3 et 4), tout comme la 10 (P2). Les freins à tige ont remplacé les freins hydrauliques qui avaient été installés sur les voitures précédentes. Les jantes pleine (dites « à disque ») sont devenues une option pour les jantes « à câbles » en 1939 et de série sur les modèles d'après-guerre.
11 786 voitures ont été fabriqués avant la guerre et 4 840 après, soit un total de 16 629 exemplaires. Les dernières voitures ont été fabriquées en 1948 et il n'y a pas eu de véritables remplacements car les modèles suivants étaient équipés de moteurs plus gros.

### Rover 16(1936 - 1948)

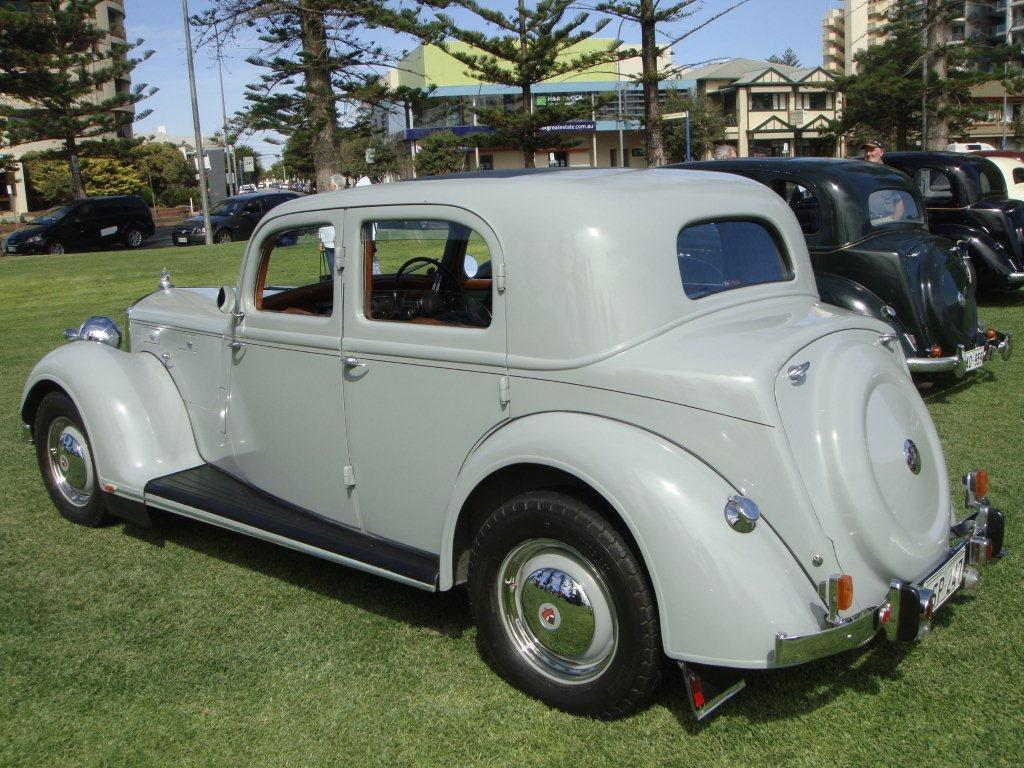
Rover 16 sports saloon.

La Rover 16 était une voiture familiale de taille moyenne présentée à la mi-août 1936 et produite par le constructeur automobile britannique Rover à partir de fin 1936 pour succéder à la Rover Meteor 16. La production a été mise en pause en 1940 à la suite du déclenchement de la Seconde Guerre mondiale puis a été relancée en 1945.
La voiture, avec sa forme légèrement profilée, ressemblait aux Rover 10 et 12, mais était légèrement plus longue et présentait une partie arrière plus arrondie. En plus d'une berline à six vitres et quatre portes (surnommée 6-light saloon) et une berline « semi-sportive » à quatre fenêtres (surnommée sports saloon), un cabriolet deux portes avec quatre places était également disponible, nommé sports tourer mais plus généralement drophead coupé, avec une carrosserie Tickford. Le moteur six cylindres en ligne à soupapes en tête avait une cylindrée de 2 147 cm3 et la vitesse de pointe revendiquée était de 124 km/h.
La berline sport et le coupé drophead avaient un peu moins de place pour les passagers arrière. Le capot moteur était plus long et le plancher avant s'étendait plus loin sous le capot. Les caractéristiques notables comprenaient un système de roue libre et des freins mécaniques entièrement compensés actionnés par tige d'une efficacité exceptionnellement élevée.
La version cabriolet n'a pas été renouvelée après la guerre ; sa commercialisation n'a duré que de 1937 à 1940. Pour les deux versions berlines, la production a été relancée en 1945 pour se terminer en 1948. La Rover 16 (P2) a été remplacée par la Rover 75 (P3).

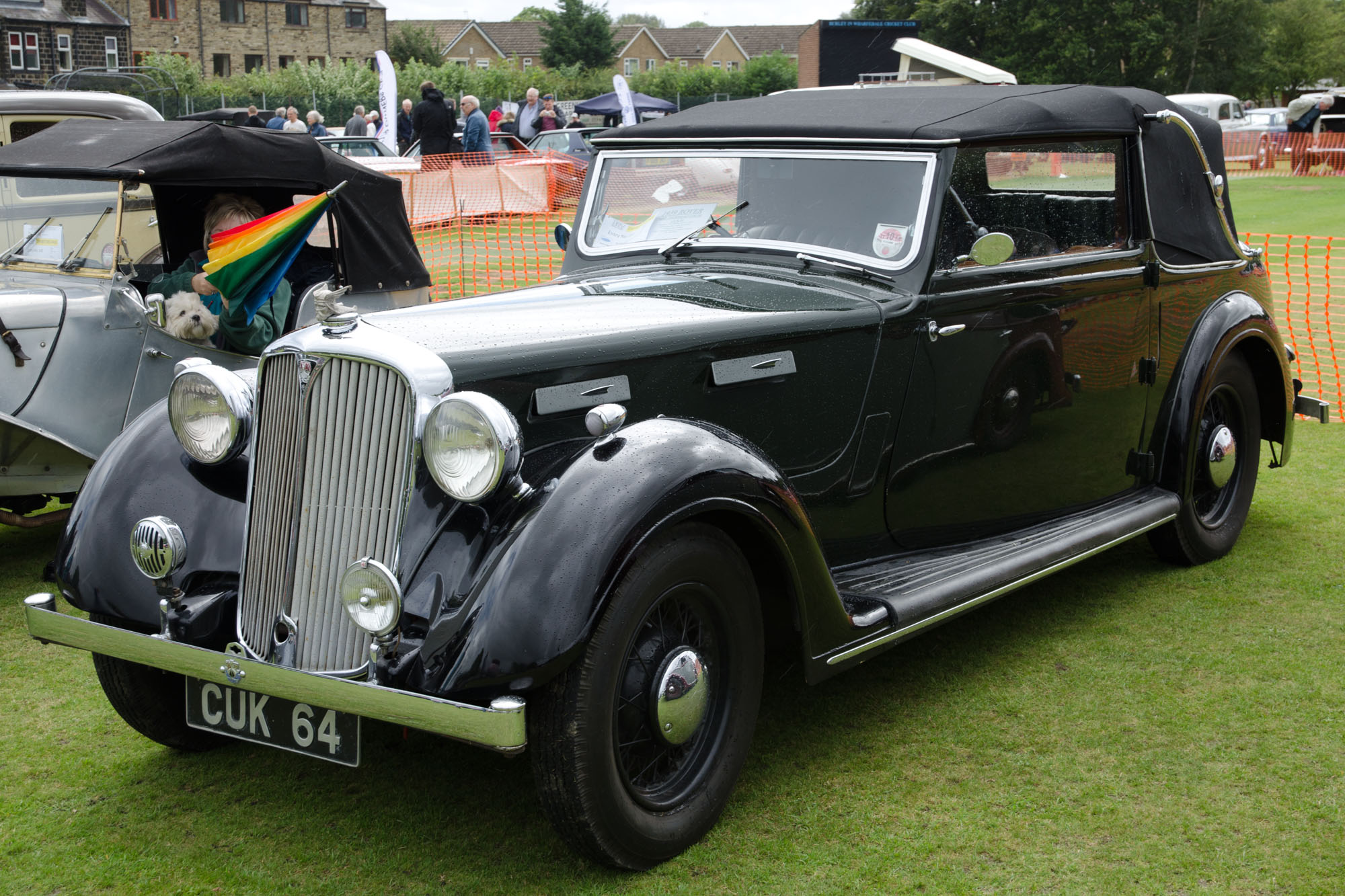
Rover 16 sports tourer
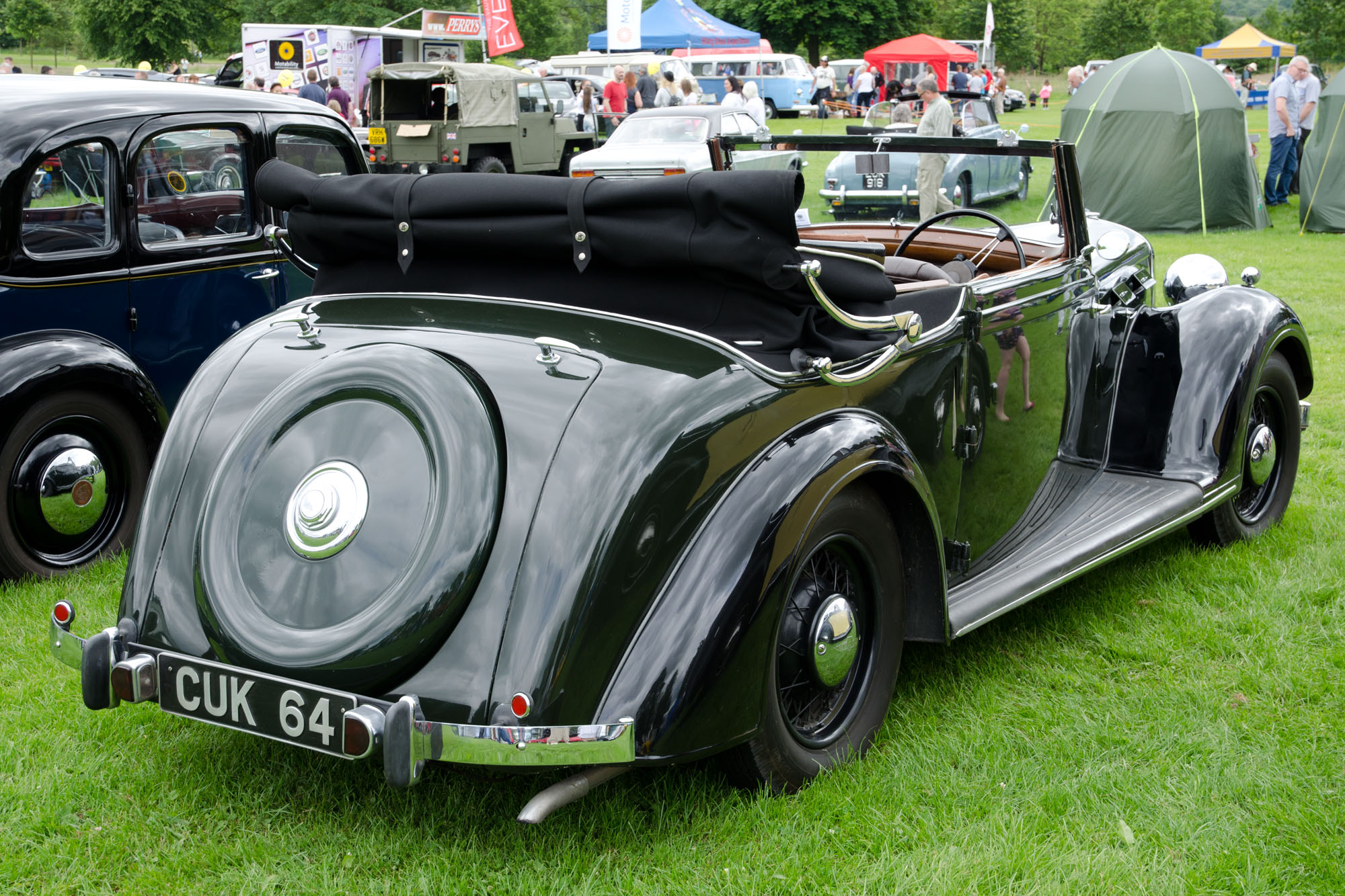
Rover 16 sports tourer

### Les carrosseries

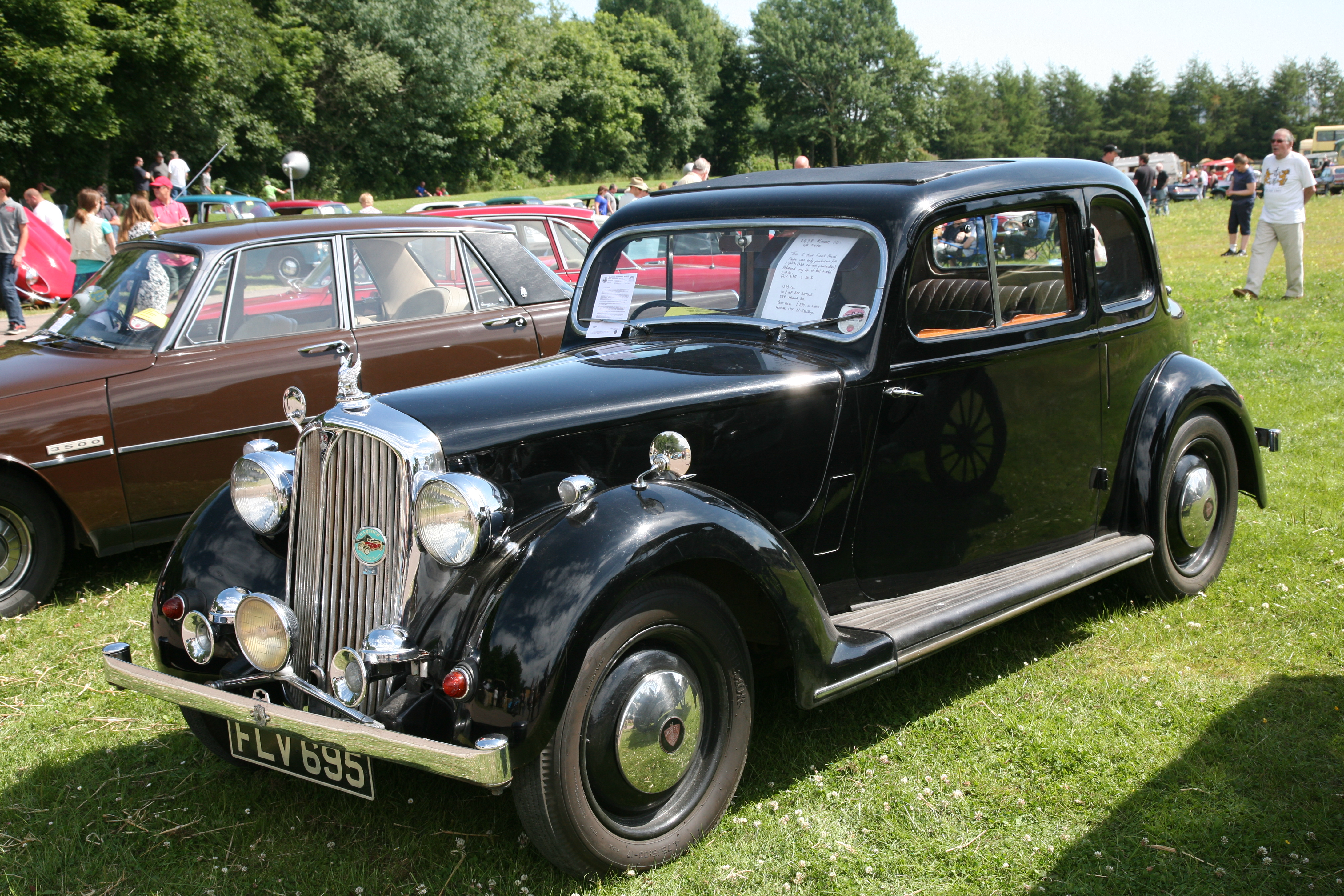
La Rover 10 Sports coupé.
Unique carrosserie de ce type de la gamme P2.

La P2 était proposée en quatre carrosseries différente : 
- 6-light saloon : carrosserie de base. Berline quatre portes avec coffre à l'arrière et à six vitres (trois sur chaque côté) pouvant transporter 5 ou 6 personnes ;
- Sports saloon : berline « semi-sportive » quatre portes avec coffre à l'arrière et à quatre vitres (deux sur chaque côté) pouvant transporter 5 personnes ;
- Sports coupé : version coupé deux portes avec coffre à l'arrière et à quatre vitres (deux sur chaque côté) pouvant transporter 5 personnes ;
- Sports tourer : version cabriolet deux portes avec coffre à l'arrière et à deux sur vitres chaque côté pouvant transporter 4 personnes. La capote est en tissu pour tous les modèles.

| Rover P2       | Rover 10 | Rover 12 | Rover 14 | Rover 16 | Rover 20 |
| -------------- | -------- | -------- | -------- | -------- | -------- |
| 6-light saloon | ✔️       | ✔️       | ✔️       | ✔️       | ✔️       |
| Sports saloon  | ❌       | ✔️       | ✔️       | ✔️       | ❌       |
| Sports coupé   | ✔️       | ❌       | ❌       | ❌       | ❌       |
| Sports tourer  | ❌       | ✔️       | ❌       | ✔️       | ✔️       |

## Caractéristiques

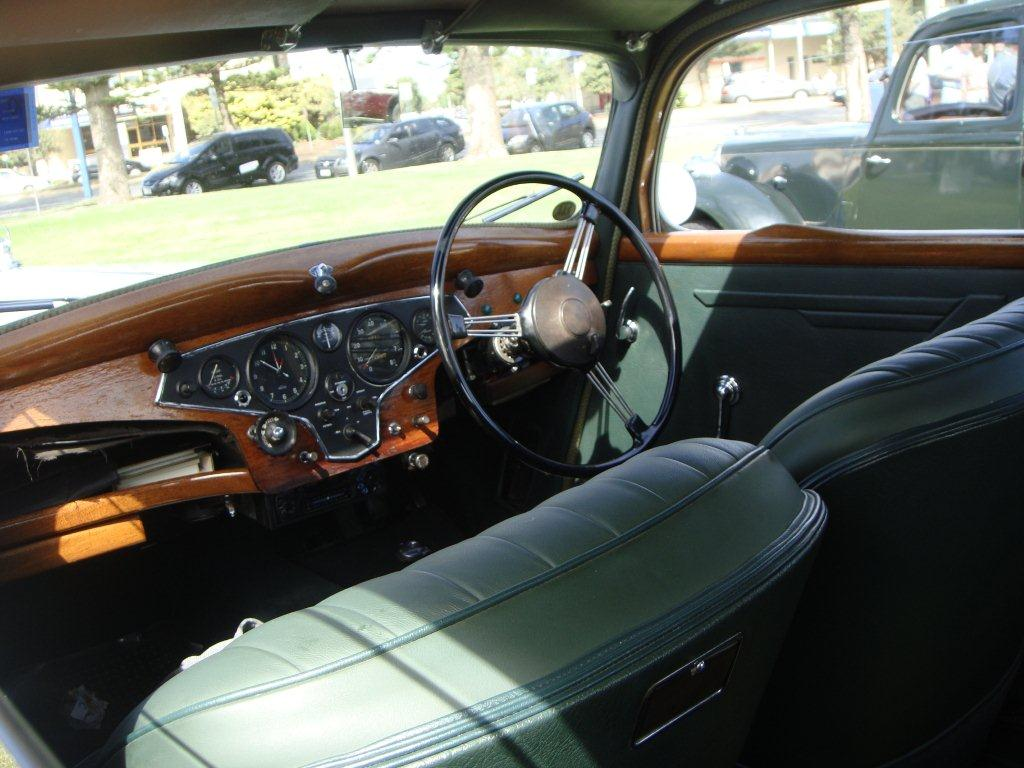
Intérieur d'une Rover 16.

### Dimension
|                             | Rover 10 | Rover 12         | Rover 14 | Rover 16 | Rover 20 |
| --------------------------- | -------- | ---------------- | -------- | -------- | -------- |
| Longueur                    | 4 140 mm | 4 305 à 4 369 mm |          | 4 445 mm |          |
| Largeur (sans rétroviseurs) | 1 575 mm | 1 575 mm         |          | 1 588 mm |          |
| Hauteur                     |          |                  |          |          |          |
| Empattement                 | 2 667 mm | 2 845 mm         |          | 1 870 mm |          |
| Masse à vide                |          |                  |          |          |          |
| P.T.A.C.                    |          |                  |          |          |          |
| Coffre                      |          |                  |          |          |          |
| Rayon de braquage           |          |                  |          |          |          |
| Réservoir                   |          |                  |          |          |          |

### Chaîne cinématique
| Modèle                                                     | Construction            | Moteur + Nom               | Cylindrée         | Performance                  | Couple               | 0 à 100 km/h | Vitesse maxi | Consommation + CO2    |
| Rover 10 6-light saloon (boite manuelle 4)                 | 1939 - 1940 1945 - 1947 | 4 cylindres en ligne Rover | 1 303 cm3 (1,3 l) | 35 kW (48 ch) à ... tr/min   | ... N m à ... tr/min | ... s        | ... km/h     | ... l/100 km ... g/km |
| Rover 10 Sports coupé (boite manuelle 4)                   | 1939 - 1940 1945 - 1948 | 4 cylindres en ligne Rover | 1 389 cm3 (1,4 l) |                              |                      |              |              |                       |
| Rover 12 (boite manuelle 4)                                | 1937 - 1940 1945 - 1948 | 4 cylindres en ligne Rover | 1 496 cm3 (1,5 l) | 39 kW (53 ch)                |                      |              |              |                       |
| Rover 14 6-light saloon (boite manuelle 4)                 | 1938 - 1940 1945 - 1948 | 6 cylindres en ligne Rover | 1 577 cm3 (1,6 l) | 35 kW (48 ch) à 4 500 tr/min |                      |              | 113 km/h     |                       |
| Rover 14 (boite manuelle 4)                                | 1938 - 1940 1945 - 1948 | 6 cylindres en ligne Rover | 1 901 cm3 (1,9 l) |                              |                      |              |              |                       |
| Rover 14 Sports saloon (boite manuelle 4)                  | 1938 - 1940 1945 - 1948 | 6 cylindres en ligne Rover | 2 107 cm3 (2,1 l) |                              |                      |              |              |                       |
| Rover 16 6-light saloon / Sports saloon (boite manuelle 4) | 1936 - 1940 1945 - 1948 | 6 cylindres en ligne Rover | 2 147 cm3 (2,1 l) |                              |                      |              | 124 km/h     |                       |
| Rover 16 Sports tourer (boite manuelle 4)                  | 1936 - 1940 1945 - 1948 | 6 cylindres en ligne Rover | 2 194 cm3 (2,2 l) |                              |                      |              |              |                       |
| Rover 20 (boite manuelle 4)                                | 1939 - 1940             | 6 cylindres en ligne Rover | 2 512 cm3 (2,5 l) |                              |                      |              |              |                       |